# 朱守和
朱守和，清朝人，是一名清朝政治人物。军功出身。
朱守和曾于1852年接替李初圻任青浦县知县一职，1853年由张铭晓接任。